# ویلیام گرین
ویلیام گرین جونیور (.William Greene Jr)‏ (۱۶ اوت ۱۷۳۱ میلادی - ۲۹ نوامبر ۱۸۰۹ میلادی)، دومین فرماندار ایالت رود آیلند بود که به مدت هشت سال در ظرفیت خود خدمت کرد که پنج سال از آن طی جنگ انقلابی آمریکا بود. او از خانواده برجسته رود ایلندی بود. نام پدرش ویلیام گرین سنیور بود که ۱۱ دوره را به عنوان سرهنگ فرماندار رود آیلند خدمت کرد. پدر پدربزرگش جان گرین جونیور بود که ده سال را به عنوان نایب فرماندار مستعمره خدمت کرد و پدر پدر پدربزرگش جان گرین سنیور از ساکنین بنیانگذار پراویدنس و وارویک بود.
گرین برای سالیان دراز به عنوان نایب رئیس مجمع عمومی به مستعمره خدمت نمود. او قاضی و قاضی ارشد دادگاه عالی رود آیلند بود و سپس به عنوان فرماندار خدمت نمود. او به عنوان فرماندار طی جنگ انقلابی آمریکا، بزرگترین دغدغه اش چپاول بریتانیاییان از شهرک‌های بریستول و وارن رود آیلند و اشغال نیوپورت توسط بریتانیاییان بود که به مدت سه سال ادامه یافت. گرین پس از هشت سال به عنوان فرمانداری که از استفاده ارز سخت حمایت نمود، در ۱۷۸۶ میلادی در انتخابات از جان کالینز مدافع پول کاغذی شکست خورد.
گرین با یکی از خویشاوندانش به نام کاترین ری اهل بلاک آیلند ازدواج کرد و چهار فرزند پیدا کرد که از میانشان ری گرین سناتور ایالات متحده و دادستان کل رود آیلند شد. فرماندار گرین در ملکش در شهرک وارویک طی ۱۸۰۹ میلادی فوت کرد و در قبرستان فرماندار گرین در وارویک به خاک سپرده شد، جاییکه والدینش خاکسپاری شده بودند.

## تبار و اوان زندگی
ویلیام گرین پسر ویلیام گرین سنیور در ۱۶ اوت ۱۷۳۱ در وارویک در مستعمره رود آیلند و کشتزارهای پراویدنس بدنیا آمد. ویلیام گرین سنیور به مدت ۱۱ دوره یکساله به عنوان فرماندار مستعمره رود آیلند خدمت کرد و نوه نوه جان گرین جونیور بود که به مدت ده سال به عنوان نایب فرماندار مستعمره خدمت نمود. پدر پدر پدربزرگ او جان گرین سنیور بود که اهل شهرستان دورست در انگلستان طی ۱۶۳۵ میلادی و همراه با راجر ویلیامز یکی از ملاک اصلی پراویدنس بود که بعدها مبدل به ساکنین بنیانگذار وارویک شد. فرماندار گرین نیز از نسل اولین ساکنین رود آیلند و مؤسس وارویک ساموئل گورتون و همچنین فرانسیس (لاتام) دونگان «مادر فرمانداران» بود.
مادر گرین کاترین، دختر بنجامین و سوزانا (هولدن) گرین بود که او نیز از نسل جان گرین سنیور، مؤسس وارویک بود. او از نسل راندال هولدن بود که از پیروان آن هاچینسون و امضاء کنندهٔ پورتس‌ماوت کامپکت در ۱۶۳۸ میلادی بود که اولین دولت را در مستعمره رود آیلند تأسیس نمود.
گرین در ۱۷۵۳ میلادی یک «مردآزاد» از شهرک وارویک شد و ازین رو توانست رأی دهد. در ۱۷۶۲ میلادی او با خویشاوند خود کاترین ری (۱۰ ژوئیه ۱۷۳۱–۲۹ ژانویه ۱۷۹۴) ازدواج کرد. کاترین ری، دختر سیمون و دوباره (گرین) ری اهل بلاک آیلند و همچنین نوه نوه دختری نایب فرماندار جان گرین جونیور بود. کاترین ری معاشر ادبی بنجامین فرانکلین بود و با این دولتمرد مکاتبات داشت.

## زندگی سیاسی

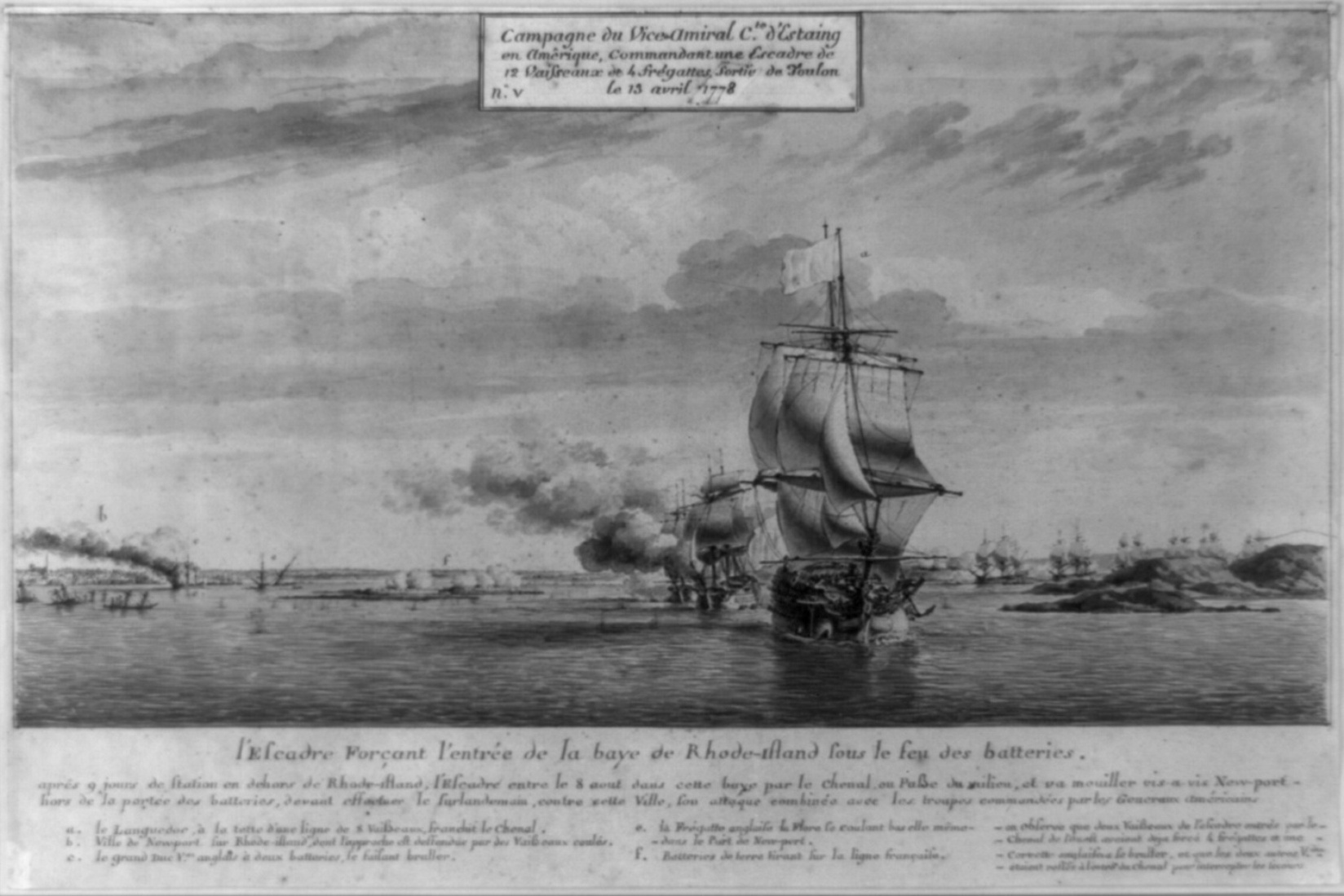
کشتی ویلیام گرین جونیور

گرین در اکتبر ۱۷۷۱ میلادی در کمیته‌ای قرار داشت که کارش اتمام ساخت خانه دادگاه (کاخ دادگستری) در شهرک همسایه، ایست گرینویچ بود. او سپس به عنوان نایب رئیس از شهرک خانگیش وارویک طی سال‌های ۱۷۷۳، ۱۷۷۴، ۱۷۷۶ و ۱۷۷۷ و در مه ۱۷۷۷ میلادی به عنوان سخنگوی خانه نایبان کل مستعمره انتخاب شد. هنگامی که مستعمره رود آیلند استقلالش را از بریتانیای کبیر در مه ۱۷۷۶ میلادی اعلام نمود، دو ماه قبل از این که ۱۳ مستعمره نیز این کار را بکنند، گرین یکی از نایبانی بود که با قدرت از این اقدام حمایت نمود. در دسامبر ۱۷۷۶ میلادی، پیکره بزرگی از نیروهای بریتانیایی نیوپرت و کل جزیره آکویدنک (رود ایلند) را اشغال کرد. نتیجتاً در ۱۰ دسامبر ۱۷۷۶ میلادی، گرین به عنوان عضوی از شورای جنگ مستعمره انتخاب شد تا هنگامی که مجمع عمومی در جلسه نیست کنش داشته باشد. او نتیجتاً هرساله تا خاتمه دشمنی‌ها در ۱۷۸۱ میلادی در شورای جنگ خدمت نمود.

## کتابشناسی
- Austin, John Osborne (1887). Genealogical Dictionary of Rhode Island. Albany, New York: J. Munsell's Sons. ISBN 978-0-8063-0006-1.
- Bicknell, Thomas Williams (1920). The History of the State of Rhode Island and Providence Plantations. Vol. 3. New York: The American Historical Society. OCLC 1953313.
- Smith, Joseph Jencks (1900). Civil and Military List of Rhode Island, 1647–1800. Providence, RI: Preston and Rounds, Co. arnold.
- Turner, Henry Edward (1877). Greenes of Warwick in Colonial History. Davis & Pitman, Steam Printers. p. 65. william greene governor RI.